# Macusia satyroides
Macusia satyroides är en fjärilsart som beskrevs av William Chapman Hewitson 1865. Macusia satyroides ingår i släktet Macusia och familjen juvelvingar. Inga underarter finns listade i Catalogue of Life.